# The Headless Children
The Headless Children är musikgruppen W.A.S.P.:s fjärde studioalbum, utgivet den 15 april 1989.

## Låtförteckning
1. "The Heretic (The Lost Child)" (Blackie Lawless, Chris Holmes) – 7:22
2. "The Real Me" (Pete Townshend) – 3:20
3. "The Headless Children" (Lawless) – 5:46
4. "Thunderhead" (Lawless, Holmes) – 6:49
5. "Mean Man" (Lawless) – 4:47
6. "The Neutron Bomber" (Lawless) – 4:10
7. "Mephisto Waltz" (Lawless) – 1:28
8. "Forever Free" (Lawless) – 5:08
9. "Maneater" (Lawless) – 4:46
10. "Rebel in the F.D.G." (Lawless) – 5:08

## Bonusspår 1998
1. "Locomotive Breath" (Ian Anderson) – 2:59
2. For Whom the Bell Tolls (Lawless) – 3:47
3. "Lake of Fools" (Lawless) – 5:32
4. "War Cry" (Lawless) – 5:33
5. "L.O.V.E. Machine" (Lawless) – 4:47
6. "Blind in Texas" (Lawless) – 6:23